# (35620) 1998 JZ
1998 JZ (asteroide 35620) é um asteroide da cintura principal. Possui uma excentricidade de 0.15737970 e uma inclinação de 12.44662º.
Este asteroide foi descoberto no dia 1 de maio de 1998 por NEAT em Haleakala.